# Z Pegasi
Z Pegasi är en pulserande variabel av Mira Ceti-typ i stjärnbilden Pegasus. 
Stjärnan varierar mellan magnitud +7,3 och 13,6 med en period av 320 dygn.